# Will Hudson (compositore)
Will Hudson, nato Arthur Murray Hainer (Grimsby, 8 marzo 1908 – Isle of Palms, 16 luglio 1981), è stato un compositore, arrangiatore e bandleader statunitense naturalizzato canadese.

## Biografia
Nato nel 1908 a Grimsby, in Canada (secondo altre fonti a Barstow, in California), Arthur Murray Hainer andò a vivere negli Stati Uniti assieme ai genitori quando aveva un anno di età. Il futuro compositore si laureò alla Southeastern High School di Detroit nel 1926. Agli inizi degli anni trenta, fondò un suo complesso musicale, si sposò con Eleanor Radtke e cambiò nome in Will Hudson.
Nel 1934 Hudson entrò a far parte dell'American Society of Composers, Authors and Publishers. Durante il decennio divenne il co-direttore della Hudson-DeLange Orchestra assieme a Eddie DeLange, nel cui organico entrarono Mitchell Ayres, Georgia Gibbs e Nan Wynn tra gli altri. Hudson smise di collaborare con l'orchestra a causa di problemi di salute agli inizi degli anni quaranta, quando il complesso aveva raggiunto l'apice della sua fama. A cavallo dei due decenni era anche il leader della Will Hudson Orchestra. Tra i brani più noti da lui composti vi è la ballata Moonglow, scritta assieme a Irving Mills nel 1934.
Dal 1943 al 1945 servì l'esercito statunitense durante la seconda guerra mondiale.
Hudson morì nel 1981 ad Isle of Palms, in California.